# Albert Andrae
Albert Andrae (Ruhla, 5 de julho de 1878) foi um matemático alemão.